# Catazetema trivialis
Catazetema trivialis är en fjärilsart som beskrevs av László Anthony Gozmány. Catazetema trivialis ingår i släktet Catazetema och familjen äkta malar. Inga underarter finns listade i Catalogue of Life.